# 日本工業所有権法学会
日本工業所有権法学会（にほんこうぎょうしょゆうけんほうがっかい、英：Japan Association of Industrial Property Law）は、特許、実用新案、意匠、商標、サービス・マーク、商号、原産地表示又は原産地名称及び不正競争の防止等に関する法的制度の調査研究を主たる目的として1974年10月に設立された学術組織である。

## 概略
毎年、5月下旬から6月上旬に研究会・総会を開催するとともに、毎年、『日本工業所有権法学会年報』を刊行する。事務局の住所は、下記の通り。
〒602-8580 京都市上京区今出川通烏丸東入る　同志社大学　光塩館　同志社大学国際取引・国際法務研究センター内
高林龍早稲田大学教授（当時の敬称）が理事長に就任していた時期は、早稲田大学知的財産法制研究所内であったが、井関涼子同志社大学教授が理事長に就任したことに伴って事務局が移転した。

### 研究会・総会
１年に一回、研究会及び総会を開催する。
- 2020年度研究会・総会は、2020年5月23日に予定されていたが、コロナウィルス対策のため延期になり、2020年11月7日、土曜日にオンライン開催された[7]。シンポジウムのテーマは「進歩性－令和元・8・27最高裁判決を一つの素材としてー」
- 2021年度研究会・総会は、2021年8月21日にオンライン開催された[8]。シンポジウムのテーマは、「植物新品種等の知的財産による保護ー種苗法の改正を契機として」
- 2022年度研究会・総会は、2022年6月11日に予定されている[9]。シンポジウムのテーマは仮ではあるが、「サプライチェーンにおける特許権侵害」。

### 学会年報
日本工業所有権法学会年報を毎年、一回、発行する。

## 役員

### 理事長
- 2023年度以前　高林龍[6]
- 2024年度以降　井関涼子[11]

### 常務理事

#### 2023年度以前
- 井関涼子
- 今村哲也
- 上野達弘
- 駒田泰土
- 鈴木將文
- 田村善之
- 茶園成樹
- 宮脇正晴

#### 2024年度以降[11]
- 今村哲也
- 上野達弘
- 愛知靖之
- 君嶋祐子
- 小島立
- 駒田泰土
- 宮脇正晴